# Punakaiki
Punakaiki – niewielka miejscowość w West Coast w Nowej Zelandii (Wyspa Południowa) na obrzeżach Parku Narodowego Paparoa. Znana jest głównie z sąsiadujących z nią od południa Skał Naleśnikowych (ang. Pancake Rocks).